# Канале д'Агордо
Кана̀ле д'Аго̀рдо (на италиански: Canale d'Agordo; на венециански: Canal, Канал, до 1964 г. Forno di Canale, Форно ди Канале) е село и община в Северна Италия, провинция Белуно, регион Венето. Разположено е на 976 m надморска височина. Населението на общината е 1147 души (към 2014 г.).